# Plebiscito costituzionale di Corea del Sud del 1980
Un plebiscito costituzionale si è svolto in Corea del Sud il 22 ottobre del 1980. Le modifiche alla Costituzione della Repubblica di Corea e fuerom approvato con il 91,6% dei voti, con una partecipazione del 95,5%.

## Risultati
| Risultati   | Risultati  | Risultati   |
| Sì o no     | Voti       | Percentuale |
| ----------- | ---------- | ----------- |
| Sì          | 17.829.354 | 91,6%       |
| No          | 1.357.673  | 8,4%        |
| Voti totali | 19.453.926 | 100%        |